# Ecituncula tarsalis
Ecituncula tarsalis är en tvåvingeart som beskrevs av Borgmeier 1925. Ecituncula tarsalis ingår i släktet Ecituncula och familjen puckelflugor. Inga underarter finns listade i Catalogue of Life.